# Christopher George
Christopher John George, alternativnamn Chris George, född den 25 februari 1931 i Royal Oak i Michigan, död den 28 november 1983 i Los Angeles i Kalifornien, var en amerikansk skådespelare, mest känd för sin roll i tv-serien The Rat Patrol, som gick i amerikansk tv 1966–1968.
Han var gift med skådespelerskan Lynda Day George från 1970 och fram till sin död.

## Filmografi
- The Devil's 8 (1968)
- Chisum (1970)
- The Delta Factor (1970)
- The Train Robbers (1973)
- Day of the Animals (1976)
- Dixie Dynamite (1976)
- Grizzly (1976)
- Mayday at 40,000 Feet! (1976)
- Midway (1976)
- Paura nella città dei morti viventi (1980)
- The Exterminator (1980)
- Graduation Day (1981)